# Ionographie
 (janvier 2024).
Si vous disposez d'ouvrages ou d'articles de référence ou si vous connaissez des sites web de qualité traitant du thème abordé ici, merci de compléter l'article en donnant les références utiles à sa vérifiabilité et en les liant à la section « Notes et références ».
 (janvier 2024).
L’ionographie (en anglais : electron beam imaging) est une technique d'impression numérique mise au point par la société Delphax Technologies [Quand ?]. 

## Technique
L'ionographie utilise une image latente par projection d’ions chargés. Cette technologie utilise trois électrodes : deux pour ioniser l’air et la troisième pour guider les ions (essentiellement des électrons) sur le tambour.
Une séquence d'impression se compose de quatre phases : chargement du tambour, adhésion du toner au tambour, transfert et fusion de l'image révélée sur le papier, nettoyage de la surface et effaçage de la charge.